# Vafa Hakhamaneshi
Vafa Hakhamaneshi (Gonbad-e Kavus, 27 marzo 1991) è un calciatore iraniano, difensore dell'Hulbuk.

## Carriera
Nella stagione 2020/21 ha preso parte alla AFC Champions League con il Ratchaburi Mitr Phol.

## Statistiche

### Presenze e reti nei club
| Stagione        | Squadra              | Campionato      | Campionato | Campionato | Coppe nazionali | Coppe nazionali | Coppe nazionali | Coppe continentali | Coppe continentali | Coppe continentali | Altre coppe | Altre coppe | Altre coppe | Totale | Totale |
| Stagione        | Squadra              | Comp            | Pres       | Reti       | Comp            | Pres            | Reti            | Comp               | Pres               | Reti               | Comp        | Pres        | Reti        | Pres   | Reti   |
| --------------- | -------------------- | --------------- | ---------- | ---------- | --------------- | --------------- | --------------- | ------------------ | ------------------ | ------------------ | ----------- | ----------- | ----------- | ------ | ------ |
| 2019-2020       | Zob Ahan             | LGP             | 9          | 0          | CI              | 0               | 0               | -                  | -                  | -                  | -           | -           | -           | 9      | 0      |
| 2020-2021       | Tractor              | LGP             | 12         | 0          | CI              | 0               | 0               | -                  | -                  | -                  | -           | -           | -           | 12     | 0      |
| 2021-2022       | Ratchaburi Mitr Phol | TL1             | 0          | 0          | TFA             | 0               | 0               | AFC                | 3                  | 0                  | -           | -           | -           | 3      | 0      |
| 2022-2023       | Chennaiyin           | ISL             | 18         | 1          | SC              | 3               | 0               | -                  | -                  | -                  | DC          | 3           | 2           | 24     | 3      |
| Totale carriera | Totale carriera      | Totale carriera | 39         | 1          |                 | 3               | 0               |                    | 3                  | 0                  |             | 3           | 2           | 48     | 3      |

## Palmarès

### Competizioni nazionali
- Campionato iraniano: 1

Foolad: 2013-2014